# Handroanthus spongiosus
Handroanthus spongiosus là một loài thực vật có hoa trong họ Chùm ớt. Loài này được (Rizzini) S.O.Grose mô tả khoa học đầu tiên năm 2007.